# Куї (народ)
Куї (кхмер. កួយ, тай. กูย) — мон-кхмерський народ, розселений по обидва боки від гірського хребта Дангрек, в районах, де сходяться території Таїланду, Лаосу та Камбоджі. Це найбільший з катуйських народів. Входить до складу гірських кхмерів.
Тайці та лаосці часто називають їх суай, що означає «кріпаки». Власна назва — куй, куйською мовою «людина» або «особа». Куй або куай називають їх і кхмери.
Традиційна культура куїв схожа з культурою інших мон-кхмерських етнічних меншин Південно-Східної Азії, Проте вони зазнали сильного впливу з боку великих сусідніх народів: кхмерів, лаосців, ісанів (лаоська етнічна група в Північно-Східному Таїланді), тайців (сіамців). Значною мірою інтегровані до домінуючої у відповідному регіоні культури.
Зовні вони не відрізняються від кхмерів.
У Камбоджі та Лаосі куїв вважають одним із «гірських племен», що вказує на принизливе ставлення до них, адже асоціюється з дикістю і примітивністю цих народів. У Таїланді куї такими не вважаються, тут вони стали більш соціально інтегрованими і часто живуть у селах з мішаним населенням.

## Розселення та чисельність
Куї не утворюють компактного етнічного масиву, їхні поселення перемежовуються із селами кхмерів і лаосців та інших народів. Чисельність народу оцінюється в 450—500 тис. осіб. Проект Ethnologue (2019) наводить число 456 600 осіб.
Більшість куїв живе в Таїланді. Їхня чисельність тут становить близько 400 тис. осіб (2006, Mahidol University). Вони розселені острівцями в південній частині північно-східного регіону країни (Ісан), між річкою Мун на півночі та кордоном із Камбоджею на півдні. Найбільше куїв живе в провінціях Сурін, Сісакет, Убонратчатхані та Бурірам. У провінції Сурін у 1985 році вони становили 9,59 % населення, ще 9,20 % — це суміш ісанів із куями і 3,15 % — суміш тайських кхмерів із куями.
У південному Лаосі є понад 70 куйських сіл, розташованих на обох берегах річки Меконг. Куї є однією з 49 визнаних етнолінгвістичних груп цієї країни (їх називають тут суай). За даними перепису населення 2015 року їх нараховувалось 46 600 осіб. За даними перепису 2005 року було 42 834 суай, найбільше в провінціях Сараван — 24 754 особи, Тямпасак — 10 759 осіб, Саваннакхет — 3 650 осіб і Секонг — 3 092 особи. У Лаосі куї живуть переважно в долинах, часто в селах з мішаним населенням, разом із лаосцями, катангами та іншими народами.
У Камбоджі куї розселені у віддалених лісових районах на півночі країни, розсіяно серед кхмерських сіл. Найбільше їх живе в басейні річки Сен (провінція Преахвіхеа та північ Кампонгтхом). Острівці куйського населення є також на річці Меконг, на схід від міста Кратьєх, а ще на захід від Меконгу в провінції Стингтраенг. За офіційним переписом населення 2008 року в Камбоджі було 28 612 куїв, але за іншими джерелами їхня чисельність є помітно більшою — 37 700 осіб (2007, E. Pawley).
Сьогодні куї Камбоджі не мають контактів зі своїми родичами по той бік гірського хребта Дангрек у Таїланді та Лаосі.

## Мова
Куйська мова (код ISO 639-3: kdt) належить до західної групи катуйських мов (мон-кхмерська гілка австроазійських мов). Вона розпадається на ряд діалектів, не всі з яких є взаємно зрозумілими. Куйська мова належить до SVO-мов (підмет-присудок-додаток). Вона не є тональною, але більшість діалектів мають два різних регістра голосних: нормальний і глухий. Куйські слова можуть бути односкладовими або двоскладовими.
До останнього часу куйська мова не мала писемності. Їхні традиції та знання передаються усно з покоління в покоління. В одній із народних казок йдеться про те, що старійшини села спочатку писали своєю мовою на шкірі свині, але потім собаки з'їли її, тому їх писемність була втрачена. Зараз для запису куйських текстів у Камбоджі використовується кхмерське письмо, в Лаосі — лаоське, а в Таїланді — тайське.
Загалом серед куїв зберігається позитивне ставлення до рідної мови, й вони прагнуть зберегти її. Разом із тим, куйська мова все більше витісняється мовами сусідніх великих народів. У Таїланді більшість куїв користується ісанською (північно-східною тайською, близькою до лаоської) мовою, вони також добре володіють центрально-тайською мовою, державною мовою Таїланду. На додаток до цього, близько 40 % таїландський куїв, особливо літні люди, говорять північно-кхмерською мовою. У Камбоджі більшість куїв говорить кхмерською мовою, а рідною мовою користується переважно старше покоління. В Лаосі рідною мовою говорять всі дорослі і частина молоді, також використовується лаоська мова. ЮНЕСКО визначила куйську мову як таку, що щезає (англ. Endangered Language).
Мовою шкільного навчання, у відповідних країнах, є тайська, кхмерська та лаоська. Рівень грамотності серед куїв у Таїланді становить 50 % (тайською мовою), в Камбоджі 50 % (кхмерською мовою), в Лаосі 1–5 % рідною мовою і 37 % лаоською. 63 % куїв у Лаосі ніколи не відвідували школу. Для більшості дітей освіта доступна тільки протягом двох-трьох років. На цьому фоні люди мають і підтримують усну культуру.

## Релігія
Основна релігія куїв — буддизм (гілка тхеравада), зберігають також традиційні вірування. У Таїланді прибічниками буддизму є 83 % місцевих куїв, 15 % дотримується традиційних вірувань, ще 2 % становлять християни. У Лаосі буддизму дотримується 75 % куїв, 24 % — традиційних вірувань, 1 % — християнства. У Камбоджі 75 % куїв є буддистами, 21,5 % — прибічниками традиційних вірувань, 3,5 % становлять християни.
У реальному житті немає чіткої різниці між буддистами та прибічниками традиційних вірувань. Для більшості куїв буддизм є тонкою зовнішньою оболонкою, яка приховує в глибині анімістичні вірування. Фактично вони сповідують так званий «народний буддизм», модифікований віруваннями в хороших та поганих духів пхі (Phi), привидів, чаклунів, злих чарів та інші надприродні сили, зберігають багато своїх традиційних анімістичних вірувань і забобонів та пов'язаних з ними традицій і ритуалів. Куї розвинули цілий комплекс вірувань, пов'язаних із надприродними силами. Люди вірять, що в лісі, в горах та поблизу сіл живе багато потужних духів. Їх потрібно належним чином заспокоїти й умилостивити, щоб уникнути нещастя. Куї дотримуються багатьох табу, щоб відвернути злих духів, носять на шиї, на талії або на зап'ясті обереги та амулети. Люди мають проводити спеціальні обряди, щоб заспокоїти духів, перш ніж вирубати дерева. Свиней і курей приносять в жертву перед своїми хатами в прагненні отримати благословення духів і забезпечити їх захист на наступний рік.
Крім духів природи, важливе місце в житті куїв займають духи предків, яких вони називають агрет (Ah'ret). Вони допомагають людям, але вимагають, щоб ті регулярно підтримували з ними позитивний зв'язок і проводили спеціальні церемонії в місцях, де вони мешкають. У таких місцях куї споруджують дерев'яні хатинки, місцеві святині, до яких приходять спілкуватися з духами. Уважать, що під час такого спілкування дух входить у хатинку. Куї усвідомлюють важливість підтримувати добрі стосунки зі своїми агретами, щоб забезпечити міцне здоров'я та благополуччя. Вони приносять до святинь жертви, пропонуючи духам тютюн, їжу, сік і пахощі. Іноді тут також виконують музику на традиційних інструментах. За словами місцевих жителів, традиційну музику можна виконувати лише для агретів. З духами радяться з багатьох питань: готуючи поля для сівби, потребуючи лісових продуктів, коли збираються одружитись тощо.
Багато традиційних церемоній пов'язано із сільськогосподарським циклом вирощування рису. Найбільшим серед них є щорічне свято на честь духа варана пхі-такуат (Phi Takuat), який вважається символом родючості. Проводять його на шостий місяць за місячним календарем (відповідає травню) перед посадкою рису. Символом свята є хвіст варана. Він несе надприродну силу й має сповістити жителів села про долю, щастя, благополуччя, багатство, які чекають на них цього року.
У випадку хвороби куї більше покладаються на традиційних цілителів. Люди вірять, що їх шамани можуть надати удачу. Уважається, що всі хвороби спричинені діями злих духів, що розгнівались через негідну поведінку людини. Тому про допомогу в зціленні хворого люди просять духів. Місцевий шаман здійснює над хворим спеціальну церемонію, вводячи його в стан трансу. Метою церемонії є вигнати з хворого злого духа. Ліки готують із трав, зібраних у лісі, як уважають, за вказівкою агрета.
Старше покоління не визнає буддійську кремацію, померлих просто закопують без зайвих формальностей і без священиків. Куї вважають важливим, щоб кладовище розташовувалось у лісі, далеко від села, тут померлі почуватимуться щасливішими. Голова небіжчика має бути повернена обличчям на захід, щоб дух померлого міг побачити захід сонця. Дітей зазвичай називають на честь померлих бабусь і дідусів.
Буддизм поступово витісняє традиційну релігію, в куйських селах з'являються буддійські храми, люди більше уваги приділяють подіям, пов'язаним з буддизмом. Значною мірою це пояснюється культурним впливом з боку сусідніх буддійських народів (кхмерів, тайців, лаосців). У XIX ст. у Таїланді мала місце насильницька боротьба з традиційними віруваннями, королівська влада навіть прийняла спеціальний закон про духів. На тих, хто практикував будь-які форми вірувань у духів, накладали штраф, а хто був не в змозі його сплатити, сідав на місять до в'язниці.

## Історія
Про найдавнішу історію народу відомо мало, але ясно, що вони жили серед лісів на межі Камбоджі, Таїланду і Лаосу задовго до того, як прибули сюди тайці та лаосці, що тепер домінують тут. Усна традиція говорить, що на територію тайської провінції Сурін куї прийшли в середині XVII ст. з районів, розташованих на схід від Меконга.
Куї не мали розвиненої цивілізації або імперії, вони перебували на периферії давніх кхмерських держав. Куї постачали кхмерській імперії Ангкор та її державам-наступницям залізо, слонів і широкий перелік лісових продуктів. Ці товари були життєво важливими не лише для кхмерів, а й для китайських торгових мереж, що охоплювали всю Східну та Південно-Східну Азію. Куї були кваліфікованими ковалями й вважалися кращими зброярами в країні. Вважається, що озброєння кхмерських армій виковували саме куї.
Куйський фольклор повний історій, що стосуються куйсько-кхмерських відносин і подолання їх асиметрії. Куї постають як окремий, але бездержавний народ, який залишався вільним завдяки своїй здатності до обміну та ведення переговорів із сусіднім кхмерським населенням. За куйською традицією, їм було надано автономію і захист від рейдів за рабами та масового переселення в інші регіони, з чим стикалося багатьо інших лісових народів Кхмерської імперії. Є документи, в яких повідомляється про куйських посланців при дворах в Аюттхая (тайська столиця в XIV—XVII ст.) та Ангкор-Тхомі (кхмерська столиця в XII—XV ст.).
1866 року По Комбо, представник народу куй, очолив повстання проти французьких колонізаторів та підтримуваного ними короля Нородома. На піку повстання його армія, що складалася не лише з куїв, а й кхмерів, в'єтнамців, чамів і стієнгів, налічувала 10 тис. бійців. Урешті, з французькою військовою допомогою, Нородом у 1867 році зміг перемогти повстанську армію, По Комбо був страчений.
У XX ст. куї Камбоджі пережили незгоди колоніального панування, геноцид червоних кхмерів і наступні десятиліття громадянської війни. Нові випробовування випали на їх долю в останні роки. Сьогодні в ім'я розвитку вільного ринку уряд Камбоджі швидко й усе в більших масштабах роздає землі та природні ресурси транснаціональним корпораціям для організації лісозаготівлі, видобування корисних копалин і створення плантацій каучуку та інших товарних культур. Люди, які там живуть мають з цього дуже мало користі або й взагалі її не мають.
Суттєвих змін зазнав спосіб життя й куїв у Таїланді. Тісні контакти з місцевими кхмерами та ісанами змусили куїв адаптуватися до умов життя в багатонаціональному середовищі, засвоїти елементи культури та сільськогосподарські технології народів-сусідів. Особливо сильним зовнішній вплив став після Другої світової війни. Держава побудувала в куйських регіонах дороги, відкрила школи, центри з охорони здоров'я, сприяла розвиткові торгівлі та впровадженню нових технологій у сільському господарстві, розширенню його товарної складової.

## Основні заняття
Здавна куї вели натуральне господарство, забезпечуючи себе всім необхідним.
Основним заняттям куїв є землеробство, засноване на культурі вологого рису. У долинах практикують орне землеробство на заливних полях. Сільське господарство є трудомістким, оранка ведеться коровами або буйволами, вантажі перевозять візком. У передгір'ях традиційно використовувався підсічно-вогневий спосіб обробки земель.
Основну діяльність доповнювали ткацтвом, ковальством, гончарством, вирощуванням худоби та риболовлею, збирали лісові продукти. У деяких селах чоловіки є вправними майстрами з виготовлення кошиків, зокрема вони роблять водонепроникні кошики для транспортування води, а ще великі кошики для зберігання рису. Ткацтво є жіночою справою. Розводять свиней, велику рогату худобу, домашню птицю. Багато хто також збирає лісові продукти: каучук, деревина та засоби традиційної медицини, хоча ця діяльність скорочується внаслідок швидкої вирубки лісів. Давні традиції обробки металів тепер практично щезли. Сьогодні куї купують залізні інструменти на місцевих базарах чи в магазинах.
Куї здавна відомі як ловці та приборкувачі диких слонів. Полювання слонів — давня професія, яка віками передається з покоління в покоління. Проте в Таїланді куї були змушені відмовитися від неї через вирубку лісів. Останній дикий слон у провінції Сурін був зловлений 1961 року. Але в Лаосі куї все ще практикують це заняття й визнаються кращими приборкувачами слонів у країні. Навчені слони широко використовуються для розчищення земель та перевезення деревини.
Полювання слонів — складна й небезпечна професія, вона регулюється спеціальними правилами й ритуалами. Всі мисливці повинні бути чистими й мати чисті серця. Тому перед полюванням вони повинні відмовитись від звичайних мирських насолод, так само, як роблять це ті, хто вступає в чернецтво. Крім того, подружжя у куїв розглядаються як одне ціле, тому дружина, яка лишається вдома, поки чоловік пішов на полювання, не може приймати вдома незнайомців або родичів. Вона не може прибирати в хаті віником, будь-яке сміття або пил можна збирати лише руками, а тоді його потрібно винести подалі від хати. Ще дружина в цей час не може виявляти зовнішні ознаки щастя. Люди вірять, що порушення будь-якого з цих правил призведе до травмування чоловіка, а ще гірше, будь-яка невірність з боку дружини гарантує її чоловікові смерть. Кожен мисливець бере з собою на полювання набір оберегів та амулетів. Кожному виходу на полювання передують збори мисливців, на яких вони здійснюють спеціальні ритуали та дають відповідні клятви. Вони мають отримати дозвіл духів на вхід до лісу та зведення в ньому таборів. Окремі обряди та ритуали пов'язані з процесом пошуку та захоплення слонів, їх дресируванням та безпечним поверненням додому. Багато з цих ритуалів тепер вже забуті.

## Суспільство
Основними соціальними одиницями у суспільстві куїв є сім'я, рід та село. Соціальні контакти зазвичай обмежуються межами села, значною мірою автономного. Всередині сільської громади існує сильний зв'язок між людьми й соціальна взаємодія. Очолює громаду сільський голова, якому допомагає рада старійшин.
Куйське суспільство матріархальне й матрилінійне, особливо це відчувається в Лаосі. Дружина займається фінансами своєї сім'ї. Діти належать до роду матері. Усе майно передається за жіночою лінією. Переважне спадкове право належить молодшій дочці. Матрилінійний фокус куйського суспільства прив'язаний до особливого зв'язку між жінками та духами предків.
Шлюб матрилокальний, після весілля молодята живуть із сім'єю нареченої. Приблизно через рік молода сім'я зазвичай створює власне домогосподарство. Переважає нуклеарна сім'я. Часто вкладаються мішані шлюби із кхмерами та іншими сусідніми народами.

## Побут
Куйські села розташовуються в річкових долинах і передгір'ях поблизу джерел води. Вони складаються з 35-80 хат. Багато сіл мають мішаний етнічний склад. Поля, як правило, розташовані на певній відстані від села.
Куйське житло подібне до кхмерського, але трохи простіше за конструкцією. Хати прямокутні в плані, їх ставлять на палях, будують з деревини або бамбука, криють соломою.
Одяг куїв не відрізняється від кхмерського. Зазвичай носять одяг західного типу, жінки часто вдягають саронг.
Раціон харчування складається переважно з рису, їдять його з сіллю і перцем чилі.